# Калакари

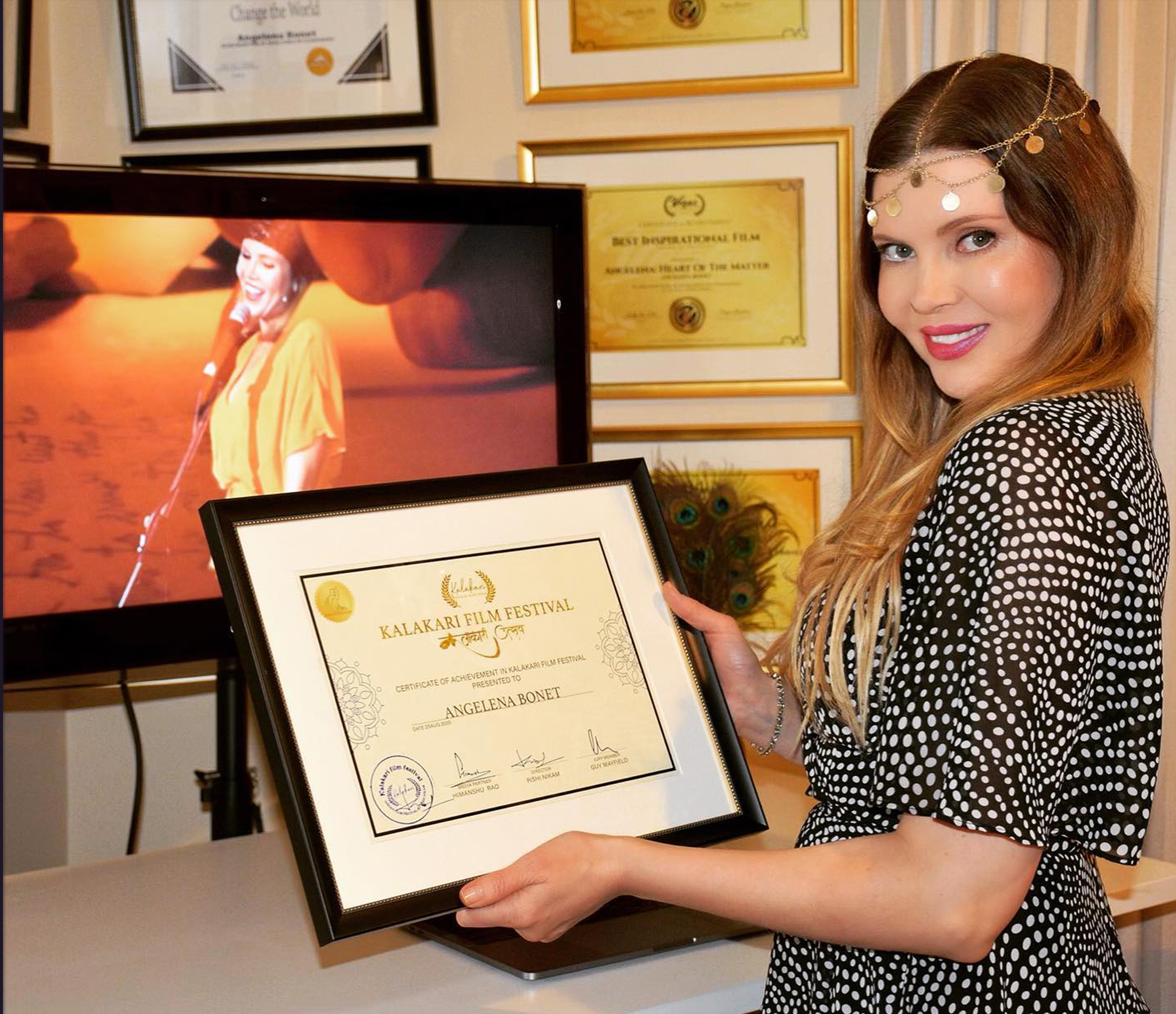

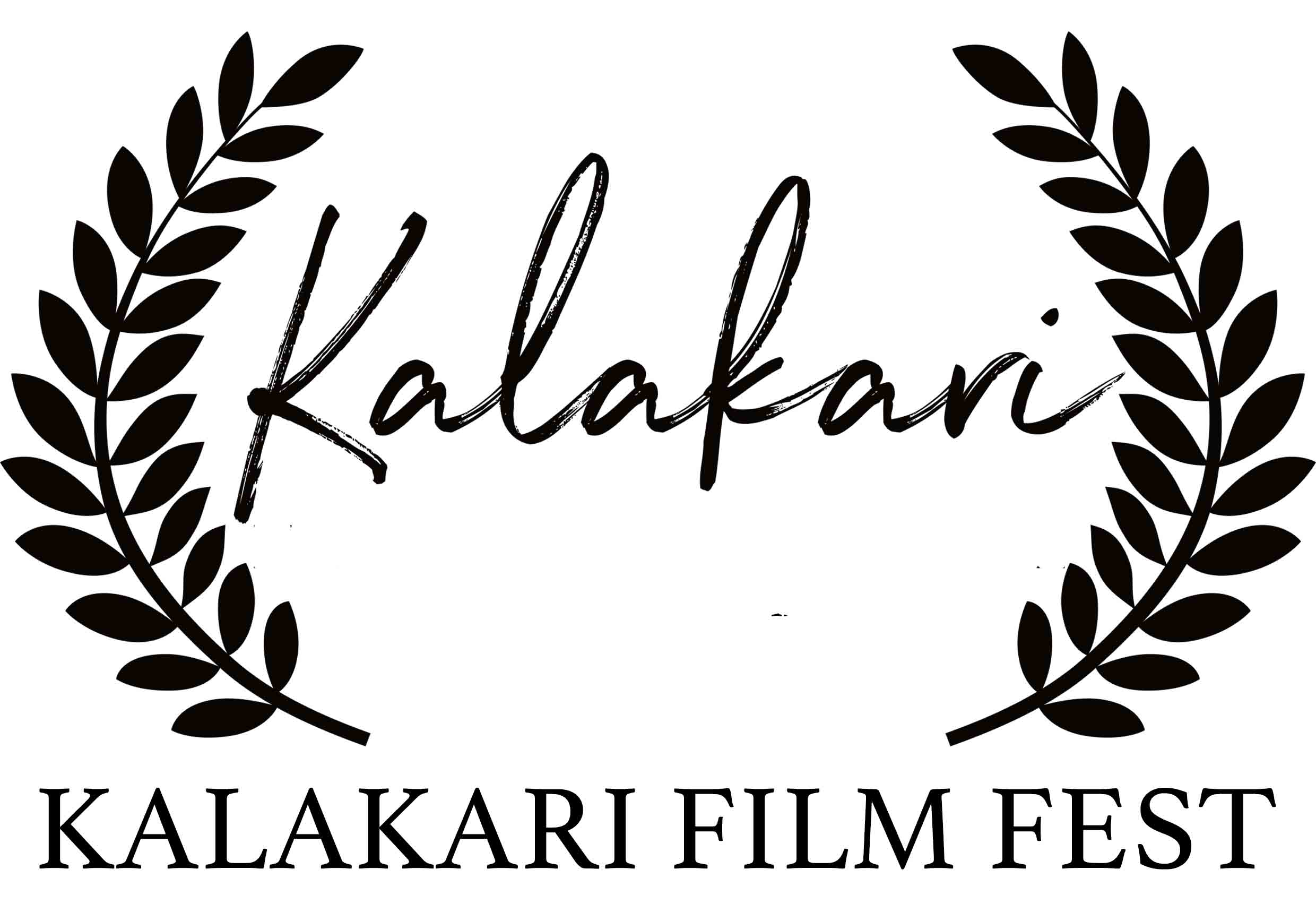
Логотип фестиваля

Калакари (также известный как KFF Hindi, хинди कलाकारी_फिल्म_फेस्टिवल, англ. Kalakari film festival) — кинофестиваль в центральном городе  Бхопал штата Мадхья-Прадеш Индии. Фестиваль, проводимый сообществом индийских художников в Дэвасе
Фестиваль проводится ежегодно в период с мая по август. Фестиваль принимает заявки на участие в короткометражных фильмах, полнометражных фильмах [3], релизы — неизданные фильмы художников со всего мира.

## О фестивале
кинофестиваль калакари как инициатива по продвижению индийской художественной культуры, индийских традиций [5] и индийского наследия кинофестиваль калакари также способствует культурному обмену с различными регионами, штатами и странами директор фестиваля rishi nikam

## Награды
список наград кинофестиваля калакари (согласно официальному сайту)
- kalakari Best fiction
- kalakari best short film of the festival
- kalakari best artwork
- kalakari best photography
- kalakari best cinematography

- kalakari international best film
- kalakari best horror film of the festival
- kalakari best thriller of the festival
- kalakari jury awards
- [источник не указан 1547 дней]